# サケビドリ科
サケビドリ科 （さけびどりか、学名 Anhimidae）は、鳥類カモ目の科である。
和名で サケビドリ（叫鳥）、英語の通称で screamer と呼ばれる。いずれも、鳴き声が非常に大きいことに由来する。

## 分布
新熱帯区（南アメリカ大陸）にのみ生息する。

## 形態
体長60から90cm、他のカモ目の鳥類とくらべると頭部が小さく、脚部が大きい。足は頑丈で地上生活に向いており、水かきは痕跡的である。頭骨、胸骨や気管の構造などはカモ目の他、キジ目、コウノトリ目に似ている点もある。そのため、以前はコウノトリ目に分類されていたこともある。
形態上の特徴として、羽毛が体一面に生えていて無毛域がないこと、皮膚の下や骨に空気を含んだ層を持つことなどがあげられる。
外見上の大きな特徴は、翼角に２本爪があることである。爪の場所は化石鳥類（始祖鳥など）と同じであり、他のほとんどの現生鳥類が指の痕跡を失っている中で、鳥類進化の過程を示す興味深い実例として注目されている。ただし、爪で物を掴んだりすることはできず、外敵から身を守ったり繁殖期の闘争する際の武器として主に使われている。

## 生態
湿地、水たまりのある草原、森林中の湖沼の岸などに生息する。主に地上で生活するが、泳ぎも巧みである。飛翔力は強く、外敵が近づくと飛びあがり樹上に避難する。
食性は主に植物食だが、ツノサケビドリは昆虫類を相当量食べる。

## 系統と分類
カモ目で最初に分岐した科であり、単型のサケビドリ亜目 Anhimae に分類される。姉妹群はカモ亜目 Anseres である。ただし、古い分子系統ではサケビドリ科とカササギガン科が姉妹群だとする結果もある。
|  | カモ科 Anatidae              |
|  |                              |
|  | カササギガン科 Anseranatidae |
|  |                              |

|  | ツノサケビドリ Anhima |
|  |                       |
|  | サケビドリ属 Chauna   |
|  |                       |

|  | カモ科 Anatidae              |
|  |                              |
|  | カササギガン科 Anseranatidae |
|  |                              |

|  | ツノサケビドリ Anhima |
|  |                       |
|  | サケビドリ属 Chauna   |
|  |                       |

## 属と種
2属3種からなる。
- Anhima
  - Anhima cornuta, Horned Screamer, ツノサケビドリ
- サケビドリ属 Chauna
  - Chauna chavaria, Northern Screamer, クロエリサケビドリ
  - Chauna torquata, Southern Screamer, カンムリサケビドリ